# Place des Fêtes (metrostation)
Place des Fêtes  is een station van de metro in Parijs langs metrolijnen 7bis en 11, in het 19e arrondissement. Het werd op 18 januari 1911 bij de opening van lijn 7 in gebruik genomen. Op 28 april 1935 werd het station voor lijn 11 geopend. Toen in 1967 de loop van lijn 7 werd veranderd, werd ook lijn 7bis in gebruik genomen, en loopt lijn 7 over de stations Louis Blanc verder tot La Courneuve - 8 Mai 1945.
Het station is een van de diepste, met 22.45 meter onder het straatoppervlak.
Louis Blanc · 
Jaurès · 
Bolivar · 
Buttes Chaumont · 
Botzaris · 
Danube · 
Place des Fêtes · 
Pré Saint-Gervais
Châtelet · 
Hôtel de Ville · 
Rambuteau · 
Arts et Métiers · 
République · 
Goncourt · 
Belleville · 
Pyrénées · 
Jourdain · 
Place des Fêtes · 
Télégraphe · 
Porte des Lilas · 
Mairie des Lilas
Serge Gainsbourg · 
Romainville - Carnot · 
Montreuil - Hôpital · 
La Dhuys · 
Coteaux Beauclair · 
Rosny-Bois-Perrier
- Virtual International Authority File: 152627635